# 格拉博韋 (科德馬區)
48°1′20″N 29°2′13″E / 48.02222°N 29.03694°E
赫拉博韋（烏克蘭語：Грабове）是位於烏克蘭西南部的村莊，由敖德萨州波季利斯克区的科迪馬市鎮負責管轄。該村始建於十七世紀，面積3.45平方公里，2001年人口1,293，人口密度每平方公里374.78人。